# Jürgen Prochnow
Jürgen Prochnow (audioⓘ, Berlín, 10 de junio de 1941) es un actor alemán. Ha intervenido, por lo general en papeles de malo, en producciones de Hollywood y de varios países europeos. Es más conocido por interpretar al capitán Henrich Lehmann-Willenbrock en el film bélico Das Boot.

## Biografía
Prochnow nació en Berlín aunque se crio en Düsseldorf. Su padre era ingeniero y tiene un hermano mayor, llamado Dieter. 
Estudió interpretación en la Folkwang Hochschule en Essen. Se hizo conocido en Alemania por sus trabajos con el director Wolfgang Petersen, Einer von uns beiden (1974), donde encarnó al estudiante Bernd Ziegenhals, o La consecuencia (Die Konsequenz, 1977). Dio el salto internacional con su papel de capitán del submarino alemán en Das Boot (El submarino, 1981), de Wolfgang Petersen, y como el duque Leto Atreides en Dune (1984), de David Lynch. Durante el rodaje de Dune sufrió un accidente por la explosión de una lámpara que le dejó cicatrices en la cara.
Gracias a sus personajes en la gran pantalla y su fluidez en inglés, se ha convertido en uno de los actores alemanes más exitosos de Hollywood. Entre sus películas de mayor éxito, se pueden citar Beverly Hills Cop II (protagonizada por Eddie Murphy), la oscarizada El paciente inglés, Air Force One (con Harrison Ford) y El código Da Vinci, protagonizado por Tom Hanks. 
En 2008 participó en una producción española, La conjura de El Escorial, con Julia Ormond y Jordi Mollá, entre otros.
Encarnó a Arnold Schwarzenegger en una película sobre la carrera política del actor en California, See Arnold Run. Curiosamente, Prochnow había sido uno de los actores considerados para el papel principal en The Terminator, que finalmente recayó en Schwarzenegger. 
También interpretó a un personaje secundario en la película Wing Commander. Como actor de doblaje, dobló la voz de Sylvester Stallone en la versión alemana de Rocky y Rocky II.

## Vida personal
Prochnow se casó en 1970 y tuvo una hija, Johanna, que murió en 1987. En 1982 se casó con Isabel Goslar, con la que ha tenido dos hijos. En 1997 se divorciaron. Actualmente vive entre Los Ángeles  y Múnich.

## Filmografía
| - Einer von uns beiden, de Wolfgang Petersen (1974) - Die Verrohung des Franz Blum (The Brutalisation of Franz Blum), de Reinhard Hauff (1974) - Die verlorene Ehre der Katharina Blum, de Volker Schlondorff (1975) - Die Konsequenz (1977) - Das Boot (El submarino, 1981) - The Keep (1983) - Passion and Valor, también conocida como Love is Forever (1983) - Dune (1984) - The Cop and the Girl (1984) - Forbidden (1984) - Killing Cars (1986) - Beverly Hills Cop II (1987) - Devil's Paradise (1987) - Terminus (1987) - The Seventh Sign (1988) - Kill Cruise (1990) - La cuarta guerra (1990) - A Dry White Season (1990) - Robin Hood (1991) - Twin Peaks: Fire Walk with Me (1992) - Jewels (1992) - Hurricane Smith (1992) - Interceptor (1992) - Body of Evidence (El cuerpo del delito, 1993) - In the Mouth of Madness (1995) - Judge Dredd (1995) - On Dangerous Grounds 1995 - El paciente inglés (1996) - Alisea y el príncipe del sueño (1996, telefilm) | - The Human Bomb (1996) - DNA (1997) - Der Schrei Der Liebe (1997) The Cry of Love - Air Force One (1997) - The Replacement Killers (1998) - Esther (1998) - The Fall (1998) - Wing Commander (1999) - Elite (2000) - Padre Pio: Miracle Man (2000) - Ripper (2001) - Dark Asylum (2001) - House of the Dead (2002) - Baltic Storm (2003) - El poeta (2003) - See Arnold Run (2005, telefilm) - El código Da Vinci (2006) - Beerfest (2006) - The Celestine Prophecy (2006) - Primeval (2007) - Nanking (2007) - Dark Sector (2008, videojuego) - Merlin and the War of the Dragons (2008) - La conjura de El Escorial (2008) - Sinners & Saints (2009) - 24 (2010) - NCIS: Los Angeles (2010) - Company of Heroes (2013) - Remember, de Atom Egoyan (2015) - The Last Rifleman (2023) |